# Okręg wyborczy Crosby
Okręg wyborczy Crosby powstał w 1950 r. i wysyła do brytyjskiej Izby Gmin jednego deputowanego. Okręg położony jest w hrabstwie Merseyside.

## Deputowani do brytyjskiej Izby Gmin z okręgu Crosby
- 1950–1953: Malcolm Bullock, Partia Konserwatywna
- 1953–1981: Graham Page, Partia Konserwatywna
- 1981–1983: Shirley Williams, Partia Socjaldemokratyczna
- 1983–1997: Malcolm Thornton, Partia Konserwatywna
- 1997– : Claire Curtis-Thomas, Partia Pracy